# Zeche Vereinigte Emanuel
Die Zeche Vereinigte Emanuel (ehemals auch Zeche Vereinigte Emmanuel) ist ein ehemaliges Steinkohlenbergwerk im Wittener Ortsteil Gedern, Schwarze Siepen und Kohlensiepen. Das Bergwerk ist aus einer Konsolidation mit dem Emanuel Erbstolln entstanden. Das Bergwerk gehörte zum Märkischen Bergamtsbezirk und dort zum Geschworenenrevier Östlich Witten.

## Emanuel Erbstolln
Der Emanuel Erbstolln wurde bereits im Jahr 1738 genannt. Am 30. März 1797 erfolgte die Mutung des Emanuel Erbstolln. Im selben Jahr wurde mit der Auffahrung des Erbstollens begonnen. Das Stollenmundloch wurde östlich der Wetterstraße nahe dem Wartenbergweg angesetzt. Nach wenigen Metern Auffahrung wurde die Auffahrung gestoppt und der Betrieb eingestellt. Am 22. Februar 1831 erfolgte die Konsolidierung mit der Zeche Vereinigte Emanuel.

## Vereinigte Emanuel
Am 6. September 1830 erfolgte die Mutung des Grubenfeldes Teutonia und im darauffolgenden Jahr erfolgte die Konsolidierung mit dem Emanuel Erbstolln. Am 1. November 1838 erfolgte die Verleihung des Längenfeldes Vereinigte Emanuel. Da die alte Mutung auf den Emanuel Erbstolln verfallen war, wurde im Jahr 1842 eine erneute Mutung eingelegt. Am 29. November 1844 erfolgte die Verleihung der Erbstollengerechtigkeit. Im November 1845 erneuter Betriebsbeginn, der Erbstollen wurde in Richtung Osten vorgetrieben, jedoch nur geringe Kohlenförderung. Im Jahr 1846 wurde der alte Stollen weiter in Richtung Osten vorgetrieben. 
Am 9. Juli 1847 erfolgte die Mutung des Längenfeldes Emanuel II, in der westlichen Fortsetzung wurde in einem alten Tagebau ein entblößtes Flöz gefunden. Am 27. Dezember desselben Jahres erfolgte die Verleihung des Längenfeldes Emanuel II, danach wurde mit dem Abbau der Kohle begonnen. Der Abbau erfolgte bis in eine Entfernung von 133 Lachter vom Stollenmundloch. Im Jahr 1848 wurde ein Querschlag nach Süden vorgetrieben. Im Jahr 1849 wurden wegen des sehr stark gestörten Gebirges nur Ausrichtungs- und Erkundungsarbeiten getätigt. Im Jahr darauf nur sehr geringe Kohlenförderung und im November wurde die Abbautätigkeit eingestellt. 
Im Jahr 1852 wurden im östlichen Feldesteil Schürfarbeiten durchgeführt. Im Jahr 1855 wurde der Erbstollen weiter aufgefahren. Im Sommer des darauffolgenden Jahres wurde die Weiterauffahrung des Erbstollens gestundet. Im Jahr 1857 wurde der Erbstollenvortrieb wieder aufgenommen, es wurden bis zum Jahresende etwa 150 Meter aufgefahren. Bis zum 30. Juni 1859 wurden 138 Lachter aufgefahren und im 2. Halbjahr desselben Jahres wurde der Betrieb endgültig eingestellt. Im Jahr 1960 wurde die Erbstollengerechtigkeit durch das zuständige Bergamt gelöscht, da der Stollen mittlerweile verbrochen war. Das Längenfeld Emanuel wurde Teil der überdeckenden Geviertfelder Engelhardt und von Goeben.

### Förderung und Belegschaft
Die ersten Belegschaftszahlen stammen aus dem Jahr 1845, damals waren drei Bergleute auf dem Bergwerk beschäftigt. Die ersten Förderzahlen stammen aus dem Jahr 1848, es wurden mit vier Bergleuten 4867 Scheffel Steinkohle abgebaut. Im Jahr 1850 wurden 3720 Scheffel Steinkohle gefördert. Die letzten bekannten Belegschafts- und Förderzahlen des Bergwerks stammen aus dem Jahr 1855, in diesem Jahr waren 17 Bergleute auf dem Bergwerk beschäftigt, die eine Förderung von 1240 preußische Tonnen Steinkohle erbrachten.